# Aghvani
Aghvani (Armeens: Աղվանի) is een plaats in Armenië. Deze plaats ligt in de marzer (provincie) Sjoenik. Deze plaats ligt 178 kilometer (hemelsbreed) van de Jerevan (de hoofdstad van Armenië) af. 